# Conemaugh River Lake Dam
Der Conemaugh River Lake Dam ist eine Talsperre am Conemaugh River in Pennsylvania. Gelegen an der Grenze der Countys Indiana und Westmoreland dient sie vor allem dem Hochwasserschutz flussabwärts gelegener Gebiete, unter anderem der Großstadt Pittsburgh.

## Absperrbauwerk
Die Talsperre befindet sich zwischen den Ortschaften Saltsburg und Blairsville, zwölf Kilometer oberhalb des Zusammenflusses von Conemaugh River und Loyalhanna Creek. Sie wurde 1952 vom United States Army Corps of Engineers fertiggestellt und ist eine von 16 vergleichbaren Sperren des USACE im Distrikt Pittsburgh. Das Bauwerk – eine Gewichtsstaumauer aus Beton – ist 365,6 m lang, bis zu 41,8 m hoch und an der Basis 39 m breit.
Zur weiteren Nutzung der Staumauer wurde 1989 ein kleines Wasserkraftwerk erbaut. Dessen Zuleitungsstollen vom Stausee durch den Umlaufberg „Bow Ridge“ ist der vierte Tunnel an dieser Stelle, davor wurden unmittelbar unterhalb der heutigen Staumauer ein Kanaltunnel (1830) und zwei Eisenbahntunnel (1864 und 1907) errichtet.

## Stausee
Da der Conemaugh Dam vor allem Hochwasser regulieren soll, ist der dahinter befindliche Stausee namens Conemaugh River Lake trotz einer Länge des Stauraums von 12,2 Kilometern relativ klein. Seine Fläche beträgt bei normalen Wasserstand rund 3,2 km², kann sich jedoch bei Hochwasser auf bis zu 27,6 km² vervielfachen.
Neben seiner Primärfunktion wird der Stausee auch zur Erholung genutzt. Ein Radweg führt entlang der 1907 errichteten und infolge des Staumauerbaus neu trassierten ehemaligen Bahnstrecke und überquert den See viermal über die bis heute erhaltenen historischen Steinbogenbrücken.